# 鈴木摠兵衛 (8代目)

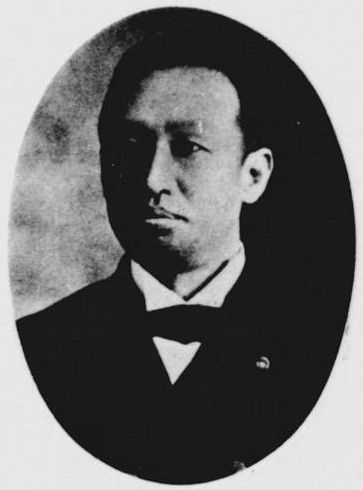
鈴木摠兵衛

鈴木 摠兵衛（すずき そうべえ、1856年3月27日（安政3年2月21日） - 1925年（大正14年）12月28日）は、明治時代から大正時代の実業家・政治家。鹿山と号した。

## 人物
名古屋城下針屋町において酒造業を営む日比野家の長男、茂三郎として生まれたが、先代の鈴木惣兵衛に取り立てられ、1874年（明治7年）2月に養女のぶ（名エン、青木新四郎の次女）の婿養子に迎えられた。翌1875年（明治8年）に8代目として家督を継ぐこととなった。当時の鈴木家は経営再建を求められており、家財の売却を積極的に行った。また、家業である木材についての知識を深めるため、伊藤次郎左衛門に頼み、木曽山中や飛騨山中に数年間赴いた。
家業が軌道に乗ると、明治銀行・愛知時計電機・名古屋倉庫・名古屋瓦斯・福壽火災保険などの創立に関わり、取締役などにも次々に就任した。
また、名古屋実業界においても、名古屋商業会議所の議員を務め、1914年（大正3年）12月12日には前任の奥田正香の辞任を受けて会頭に就任している。
同時に政治家としての顔も持ち、1898年（明治31年）以降、1912年（明治45年）に至るまで衆議院議員を務め、その後1916年（大正5年）10月には補欠選挙で貴族院議員にも互選され、同年10月19日から1925年（大正14年）9月28日まで在任した。また、1915年（大正4年）から1921年（大正10年）には名古屋市会議員、愛知県会議員も5回にわたって務めた。
1925年12月28日病没。